# Georg Miske

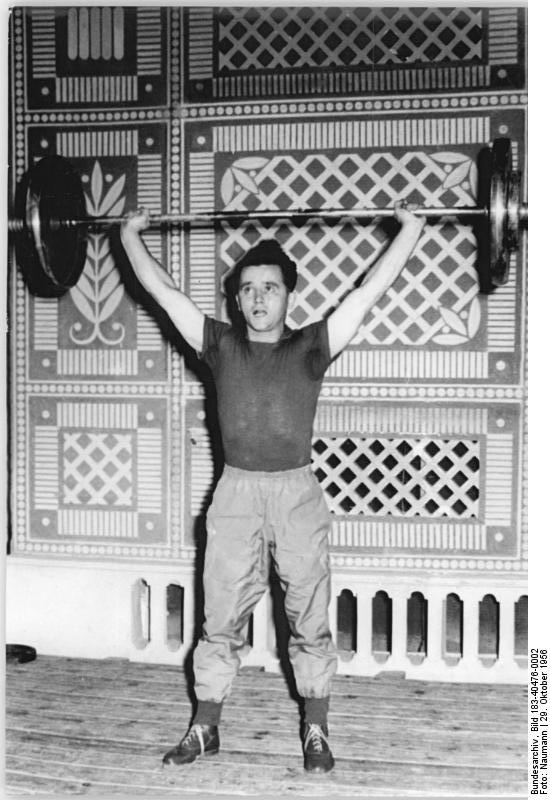
Georg Miske 1956

Georg Miske (* 9. April 1928 in Schönwald, Landkreis Tost-Gleiwitz; † 28. Januar 2009 in Leipzig) war ein deutscher Gewichtheber.

## Werdegang
Der Oberschlesier Georg Miske, der nach der Vertreibung in Leipzig wohnte, war Maschinenbauer von Beruf. Als Zwanzigjähriger begann er mit dem Gewichtheben und war der erste Sportler aus der DDR, der im Gewichtheben den Anschluss an die erweiterte Weltspitze schaffte. Als Federgewichtler (bis 60 kg Körpergewicht) überbot er die deutschen Rekorde des zweifachen Weltmeisters Georg Liebsch im Drücken und im olympischen Dreikampf. Anfang der 1950er Jahre trat Georg Miske in die Volkspolizei (KVP) ein und war später Major in der Nationalen Volksarmee (NVA) der DDR. Er war Angehöriger des ASK Vorwärts Berlin bzw. Leipzig.

## Internationale Erfolge
(OS = Olympische Spiele, WM = Weltmeisterschaft, EM = Europameisterschaft, Fe = Federgewicht)
- 1955, 3. Platz, Welt-Jugendfestspiele, Fe, mit 305 kg, hinter Marian Zieliński, Polen, 322,5 kg und Kirschon, UdSSR, 317,5 kg;
- 1956, 4. Platz, EM in Helsinki, Fe, mit 307,5 kg, hinter Rafael Tschimischkjan, UdSSR, 340 kg, Sebastiano Mannironi, Italien, 325 kg und Zieliński, 325 kg;
- 1956, 6. Platz, OS in Melbourne, Fe, mit 320 kg, 1. Platz: Isaac Berger, USA, 352,5 kg, vor Jewgeni Minajew, UdSSR, 342,5 kg;
- 1957, 3. Platz, EM in Kattowitz, Fe, mit 307,5 kg, hinter Tschimischkian, 340 kg und Balogh, Ungarn, 310 kg;
- 1958, 4. Platz, Militär-Spartakiade in Leipzig, Fe, mit 305 kg, hinter Minajew, 340 kg und Shi Chen-Lui, Volksrepublik China, 320 kg;
- 1958, 3. Platz, EM in Stockholm, Fe, 317,5 kg, hinter Minajew, 362,5 kg und Mannironi, 342,5 kg;
- 1959, 2. Platz, Meisterschaft der verb. Ost-Armeen, Fe, mit 307,5 kg, hinter Zieliński, 360 kg und vor Szabo, Ungarn, 290 kg;
- 1960, 12. Platz, OS in Rom, Fe, mit 310 kg, 1. Platz: Minajew, 372,5 kg, vor Berger, 362,5 kg

## Deutsche Meisterschaften
- 1954, 2. Platz, Fe, mit 285 kg, hinter Ewald Breßlein, Essen, 300 kg und vor Werner Müller, Meißen, 277,5 kg;
- 1952, 1953, 1954, 1955, 1956, 1957, 1959 und 1960 DDR-Meister im Federgewicht

## Deutsche Rekorde
im beidarmigen Drücken:
- 97,5 kg, 1956, Fe,
- 100 kg, 1956, Fe,
- 102 kg, 1957, Fe,
- 105 kg, 1957, Fe

im olympischen Dreikampf:
- 317,5 kg, 1956, Fe,
- 320 kg, 1956, Fe